# Kajsa Vickhoff Lie
Kajsa Vickhoff Lie (* 20. Juni 1998 in Oslo) ist eine norwegische Skirennläuferin. Sie startet in den Disziplinen Abfahrt, Super-G und Riesenslalom.

## Biografie
Lie gewann im Jahr 2013 den Slalom und den Super-G beim Whistler Cup. Nach Erreichen der Altersgrenze bestritt sie Ende November 2014 ihre ersten FIS-Rennen und feierte am 11. Dezember 2014 im Riesenslalom von Trysil ihren ersten Sieg. Im Januar 2015 wurde sie norwegische Juniorenmeisterin in der Kombination und nahm zudem am Europäischen Olympischen Jugendfestival in Vorarlberg und Liechtenstein teil, wo sie nach den Plätzen vier und fünf in Riesentorlauf und Slalom mit der norwegischen Mannschaft die Silbermedaille gewann. In der Saison 2015/16 folgten die ersten Einsätze im Europacup, wobei ein 16. Platz im Super G von Kvitfjell ihr bestes Ergebnis blieb. Im Februar 2016 nahm sie in Lillehammer an den Olympischen Jugend-Winterspielen teil und erreichte mit Rang fünf in der Kombination und Rang neun im Slalom zwei Platzierungen unter den besten Zehn. Einen Monat später gehörte sie zum norwegischen Aufgebot für die Juniorenweltmeisterschaften 2016 in Sotschi, blieb dort jedoch ohne Ergebnis. Zum Abschluss der Saison wurde sie norwegische Vizemeisterin in der Abfahrt und belegte im Super G und in der Kombination jeweils Platz drei.
Zu Beginn des Winters 2016/17 belegte sie am 9. Dezember 2016 beim Europacup-Super G in Kvitfjell Rang zwei und erreichte damit ihre erste Podestplatzierung in dieser Rennserie. Am 21. Januar 2017 gab sie bei der Abfahrt in Garmisch-Partenkirchen ihr Debüt im Weltcup, schied jedoch aus. Im März 2017 nahm sie in Åre zum zweiten Mal an Juniorenweltmeisterschaften und erreichte dort als bestes Ergebnis Rang zwölf in der Abfahrt. Am 2. Dezember 2017 gewann sie als 30. der Abfahrt in Lake Louise ihren ersten Weltcuppunkt und eine Woche später mit dem Super G in Kvitfjell ihr erstes Europacuprennen. Bei den Juniorenweltmeisterschaften 2018 in Davos gewann sie die Goldmedaille in der Abfahrt und im Super-G sowie die Silbermedaille im Mannschaftswettbewerb.
Am 30. Januar 2021 stand Lie als Zweitplatzierte des Super-G von Garmisch-Partenkirchen erstmals auf einem Weltcup-Podest. Bei einem Sturz im Super-G von Val di Fassa am 28. Februar des Jahres zog sich Lie einen Schien- und Wadenbeinbruch zu, womit sie die Saison vorzeitig beenden musste. Am 21. Januar 2023 holte Lie mit dem 2. Platz bei der Abfahrt in Cortina d’Ampezzo ihr bislang bestes Ergebnis in dieser Disziplin im Rahmen des Alpinen Weltcups. Dies markierte gleichzeitig ihren 2. Podestplatz im Weltcup. Ihren bislang größten Erfolg ihrer Karriere feierte Lie bei den Weltmeisterschaften in Méribel, als sie am 8. Februar 2023 zeitgleich mit Cornelia Hütter die Bronzemedaille im Super-G gewann. Dieser 3. Platz war die erste WM-Medaille einer Norwegerin im Super-G seit genau 30 Jahren. Am 4. März 2023 gewann sie die Abfahrt in Kvitfjell und damit ihr erstes Weltcuprennen. Sie ist damit die erste Norwegerin überhaupt, die eine Abfahrt gewinnen konnte.
Bei den Weltmeisterschaften 2025 in Saalbach konnte Vickhoff Lie ihren Erfolg zwei Jahre zuvor wiederholen. Auch dieses Mal teilte sie sich den dritten Platz mit einer weiteren Athletin, dieses Mal der US-Amerikanerin Lauren Macuga.

## Erfolge

### Weltmeisterschaften
- Åre 2019: 5. Mannschaftswettbewerb, 7. Alpine Kombination, 13. Super-G, 19. Abfahrt
- Cortina d’Ampezzo 2021: 5. Super-G, 16. Abfahrt
- Courchevel/Méribel 2023: 3. Super-G, 15. Abfahrt
- Saalbach-Hinterglemm 2025: 3. Super-G, 14. Abfahrt, 16. Riesenslalom

### Weltcup
- 8 Podestplätze, davon 1 Sieg:

| Datum        | Ort       | Land     | Disziplin |
| ------------ | --------- | -------- | --------- |
| 4. März 2023 | Kvitfjell | Norwegen | Abfahrt   |

### Weltcupwertungen
| Saison  | Gesamt | Gesamt | Abfahrt | Abfahrt | Super-G | Super-G | Riesenslalom | Riesenslalom | Kombination | Kombination |
| Saison  | Platz  | Punkte | Platz   | Punkte  | Platz   | Punkte  | Platz        | Punkte       | Platz       | Punkte      |
| ------- | ------ | ------ | ------- | ------- | ------- | ------- | ------------ | ------------ | ----------- | ----------- |
| 2017/18 | 92.    | 34     | 48.     | 1       | 46.     | 10      | –            | –            | 23.         | 23          |
| 2018/19 | 48.    | 142    | 40.     | 19      | 15.     | 107     | –            | –            | 15.         | 16          |
| 2019/20 | 46.    | 128    | 32.     | 44      | 20.     | 84      | –            | –            | –           | –           |
| 2020/21 | 18.    | 361    | 11.     | 179     | 7.      | 182     | –            | –            | –           | –           |
| 2022/23 | 26.    | 352    | 8.      | 246     | 21.     | 106     | –            | –            | –           | –           |
| 2023/24 | 14.    | 544    | 16.     | 162     | 5.      | 337     | 34.          | 45           | –           | –           |

### Europacup
- Saison 2017/18: 5. Super-G-Wertung, 5. Kombinationswertung
- 2 Podestplätze, davon 1 Sieg:

| Datum            | Ort       | Land     | Disziplin |
| ---------------- | --------- | -------- | --------- |
| 9. Dezember 2017 | Kvitfjell | Norwegen | Super-G   |

### Juniorenweltmeisterschaften
- Åre 2017: 12. Abfahrt, 41. Riesenslalom
- Davos 2018: 1. Abfahrt, 1. Super-G, 2. Mannschaft, 5. Kombination

### Weitere Erfolge
- 2 norwegische Meistertitel (Abfahrt und Kombination 2019)
- 1 Sieg im South American Cup
- Olympische Jugend-Winterspiele 2016: 5. Kombination, 9. Slalom, 13. Riesenslalom
- Europäisches Olympisches Winter-Jugendfestival 2015: 2. Mannschaft, 4. Slalom, 5. Riesenslalom
- zweifache norwegische Juniorenmeisterin (Riesenslalom und Kombination 2015)
- 11 Siege in FIS-Rennen